# Гувелакен
Гувелакен (нід. Hoevelaken) — місто в нідерландській провінції Гелдерланд. Входить до муніципалітету Нейкерк. Перша згадка про населений пункт датується 1132 роком.
Раніше мало статус окремого муніципалітету.

## Галерея

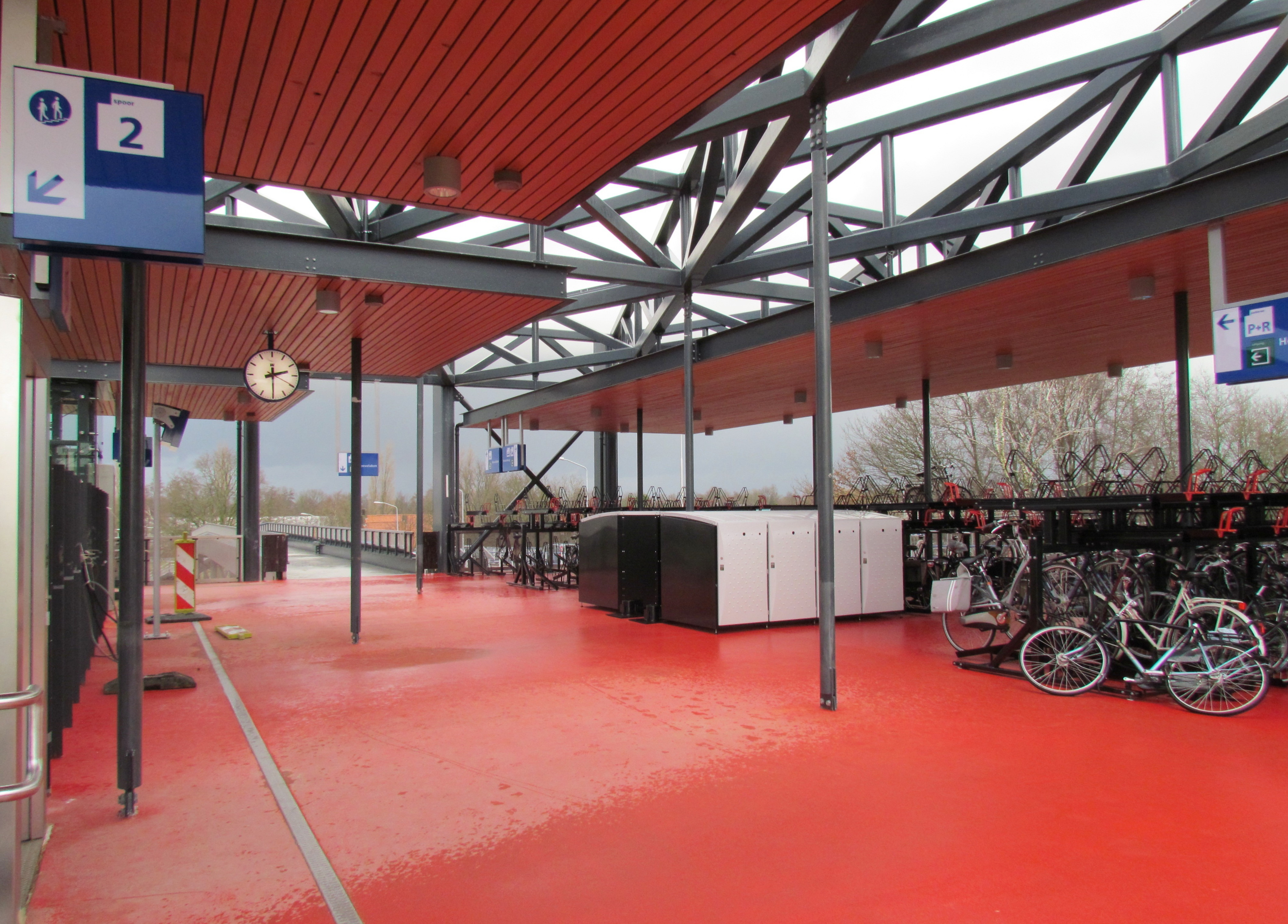
Залізнична станція
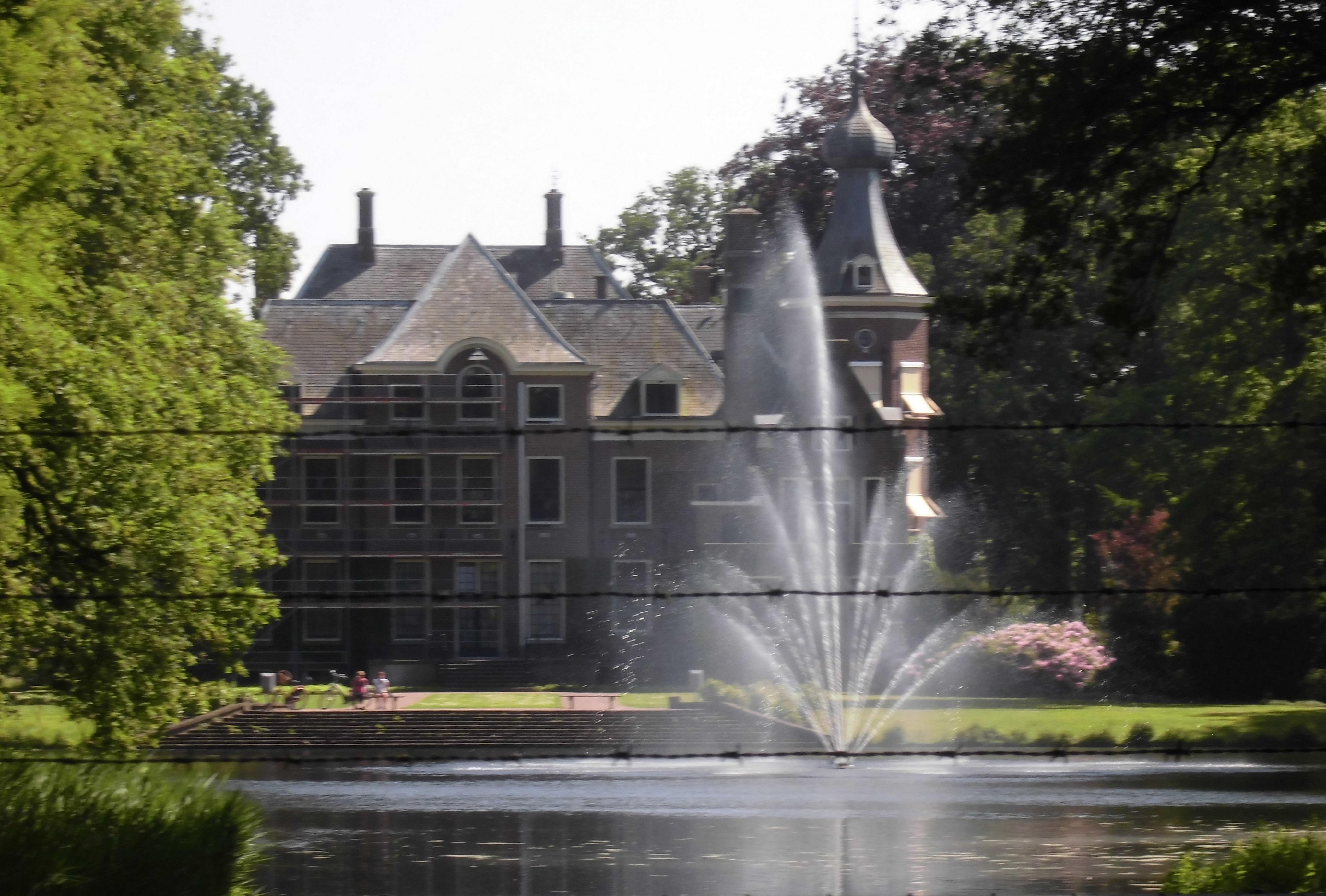
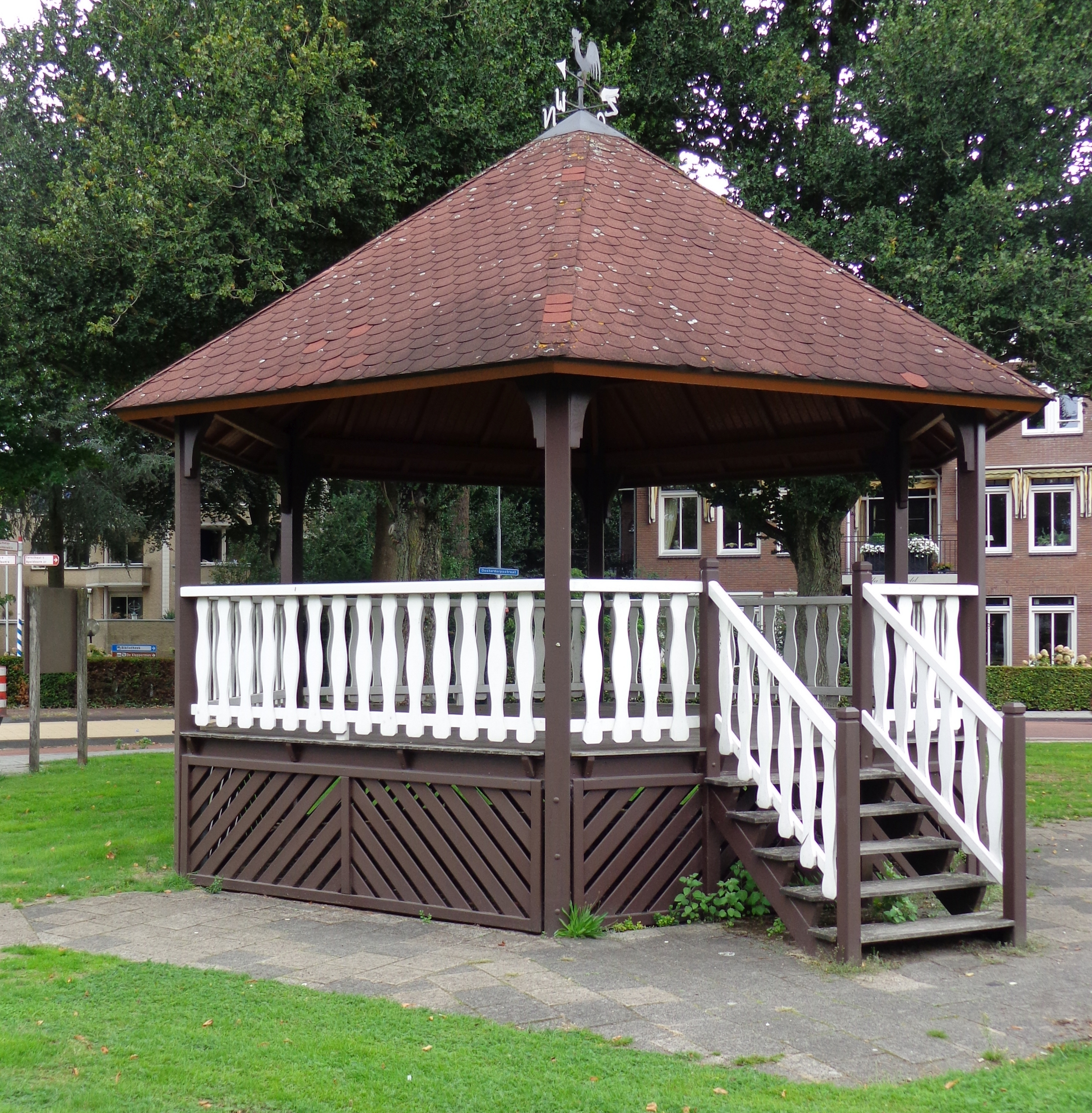
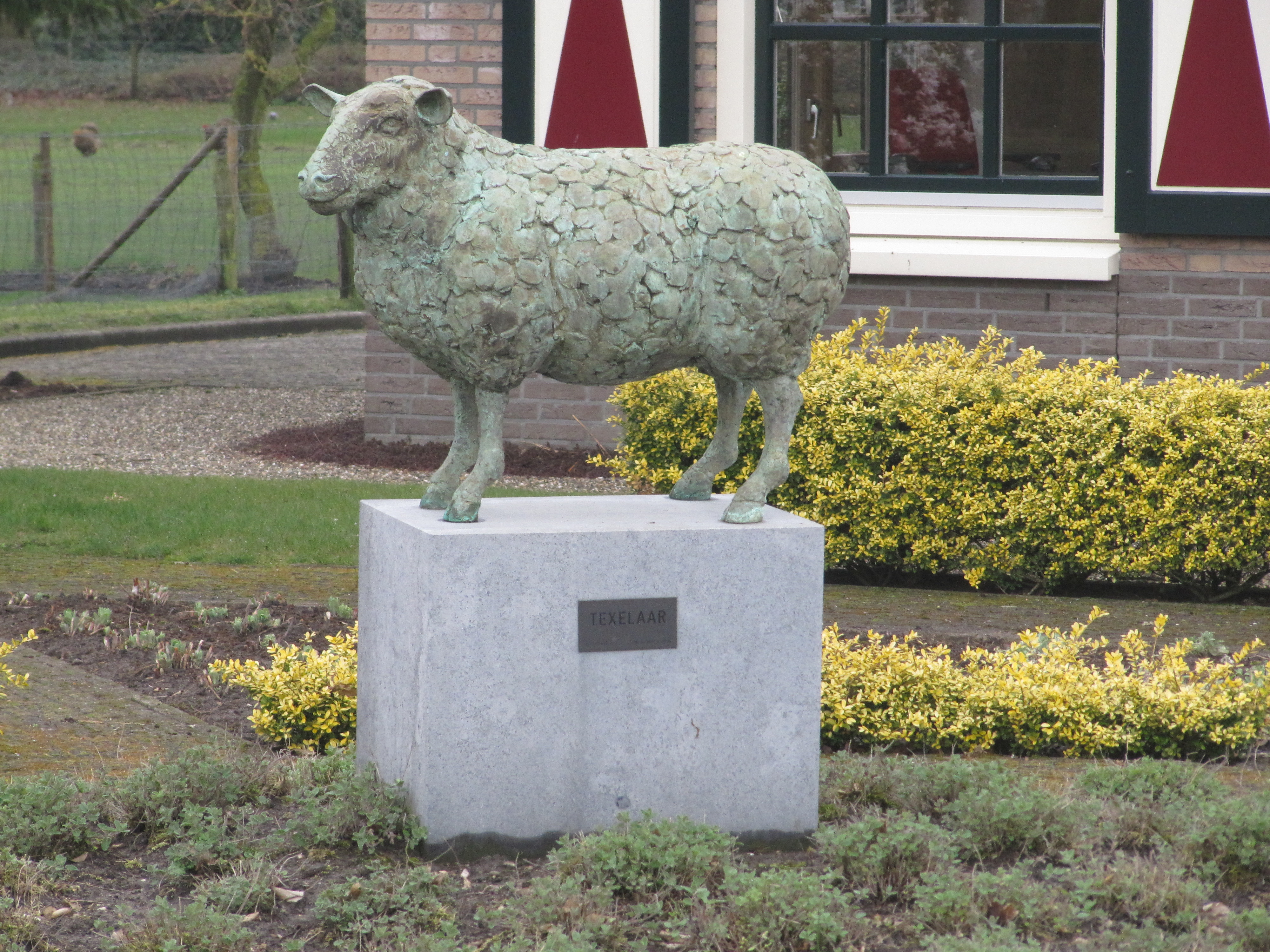
Статуя вівці